# 불꽃감지기
불꽃감지기는 화재가 발생하면 연기, 열, 불꽃 등이 발생하게 되고, 이때 불꽃에서 발생하는 자외선(UV) 파장과 적외선(IR)파장, 펄럭임(Flickering) 등의 광학적 특징을 복합적으로 분석하여 화재를 감지하는 기기이다.
불꽃감지기는 불꽃을 감지하는 데 사용되는 메커니즘으로 인해 연기 또는 열 감지기보다 더 빠르고 정확하게 반응 할 수 있다.
따라서 기존의 열, 연기감지기로써는 감지 할 수 없는 장소에 주로 설치한다.

## 같이 보기
- 불꽃
- 화재 경보 시스템